# Jackson Purchase
Der sogenannte Jackson Purchase (purchase: Erwerbung, Kauf) ist ein Gebiet im westlichen Tennessee und südwestlichen Kentucky, welches im Osten durch den Tennessee River, im Westen durch den Mississippi River und im Norden durch den Ohio River begrenzt ist. Der Name kommt vom Umstand, dass das Gebiet 1818 von den USA den Chickasaw-Indianern abgekauft wurde. Der spätere Präsident Andrew Jackson vertrat bei den Verhandlungen die Seite der USA.
Nach langen Gesprächen wurde am 19. Oktober 1818 der Vertrag besiegelt, als Teil des Vertrages von Tuscaloosa. Auf der Seite der USA verhandelten Jackson und Isaac Shelby; und auf der Seite der Chickasaw Levi Colbert (Anführer der Chickasaw Nation), George Colbert (früherer Anführer von 350 Chickasaw-Kriegern im Creek War von 1813–1814), Chinubby und Tishomingo. Der Kaufpreis betrug 300.000 Dollar, zahlbar in 15 jährlichen Raten.
Im heutigen Sprachgebrauch bezeichnet das Gebiet Jackson Purchase üblicherweise nur jenen Teil auf dem heutigen Staatsgebiet von Kentucky. Der andere, in Tennessee liegende Teil wird West Tennessee genannt.